# Michal Negrin
Michal Negrin (Naan kibuc, 1956 december 7. –) izraeli ékszer-, és divattervező.

## Élete
A Naan Kibbutz-ban Michal korán felismerte hogy egyedi stílusával különbözik az egységességet hirdető környezetében.
A szenvedély vezérelte, hogy megmutassa egyediségét, egész gyermekkorát a tervezésnek és alkotásnak szentelte. Az édesanyja inspirálta és támogatta álmai megvalósításában a Kibbutz szigorú szabályai ellenére.1984-ben hozzáment férjéhez Meir Negrin-hez. Ez a kapcsolat mindkettőjük személyiségét és tapasztalatát fejlesztette a magánéletben és a szakmai kihívások során is. Meir az ügyvezető igazgatója a Michal Negrin Designs LTd-nak.

## Karrier
1988-ban a pár bemutatta első kollekcióját a híres tel-avivi művészpiacon, amely sok híres és tehetséges tervező kiindulópontja volt.
A sikerük fényében megnyitották az első üzletüket a divatos Sheinkin Street-en.Az első üzlet koncepciója adta később az alapot a többi nemzetközi üzlet egyedi külalakjához. A cég növekvő sikere miatt 1996-ban megalapították a gyárat Tel Aviv Bat Yam negyedében.
Ezután számos Michal Negrin márkaüzlet nyílt világszerte, a távol-keleti terjeszkedést USA-béli majd nyugat-európai sikerek követték.  2009-ben megnyitotta kapuit a látogatók előtt a Michal Negrin látogatói központ. Itt idegenvezetéssel mutatják be a termékek tervezését/gyártását valamint a Galéria kávézóval is rendelkezik. 2012-ben Magyarországon is megnyílt MN első üzlete.

## Stílusa
Michal egy egyedi vintázs inspirálta életstílust alkotott közel két évtized alatt. Alkotásai között szerepelnek ékszerek, ruhák, lakberendezési kiegészítők és egyéb kiegészítők/használati tárgyak.
Az új és régi kombinálásával és különleges színek használatával játszik. Személyesen tervez minden egyes darab ékszert, ruhát, dekorációs tárgyat amely az ő nevét viseli. Különböző technikákat alkalmaz így egy különleges, varázslatos világot teremt. Michal vidám stílusa pozitív benyomást kelt az emberekben, korosztálytól függetlenül. Termékei megihlettek híres embereket és a médiát is: számos hírességgel dolgozott már együtt. A kultúra támogatásának elkötelezett híve: tervezett már operaelőadás számára kosztümöt is.
Az elmúlt 20 évben a Michal Negrin márka egy új irányzatot nyitott a divatvilágban és tucatnyi üzlet nyílt világszerte.